# ヨウハン・シーグルヨウンソン
ヨウハン・シーグルヨウンソン（アイスランド語:Jóhann Sigurjónsson、1880年6月19日 - 1919年8月31日）は、アイスランドの劇作家。

## 生涯
当時はデンマーク領のアイスランド北部の町ラハサミーリ（アイスランド語版）の裕福な農家に生まれる。レイキャヴィーク・ラテン語学校を経て、19歳でコペンハーゲンに渡り、獣医学を学んだ。その後は文学に転じ、デンマーク語とアイスランド語で創作を始めた。とりわけ大きな成功を収めたのは18世紀のアイスランドの民間伝承を元にした戯曲『山のアイヴィンとその妻』（Bjærg-Ejvind og hans hustru）でゲーオア・ブランデスに激賞された。海外で初めて上演されたアイスランドの戯曲となってスカンジナビア全域で成功し、第一次世界大戦後ドイツ、アメリカ、イギリスでも好評を博した。しかし当時流行していた肺結核を患い39歳で死去した。

## 作品
- 山のアイヴィンとその妻（Bjærg-Ejvind og hans hustru）（1911、デンマーク語）[1]
- 山のエイドヴィドゥル （Fjalla-Eyvinbur）（1912、アイスランド語）[1]
- 渇望 （Ønsket）（1915、デンマーク語）[1]
- 魔術師ロフトゥル （Galdra-Loftur）（1915、アイスランド語）[1]